# Cantique de Jean Racine (Fauré)

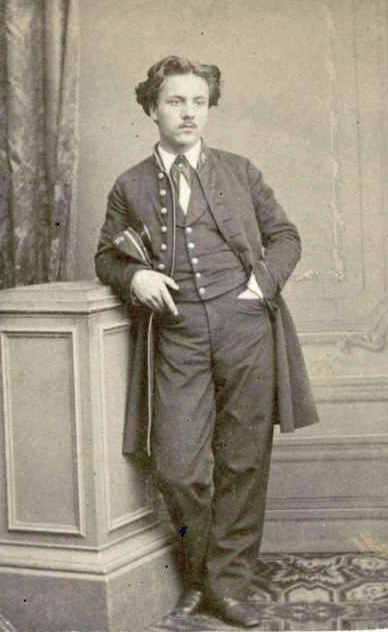
Gabriel Fauré in der Uniform der Musikschule Ecole Niedermeyer, die er zur Kompositionszeit besuchte

Cantique de Jean Racine (Gesang von Jean Racine), Op. 11, ist eine Komposition für gemischten Chor und Klavier oder Orgel von Gabriel Fauré. Die Textgrundlage ist eine französische Nachdichtung eines ambrosianischen Hymnus durch Jean Racine. Fauré vollendete die Vertonung im Jahr 1865 noch als Student für einen Kompositionswettbewerb und erzielte den ersten Preis. 

## Geschichte
Fauré besuchte bereits als neunjähriger Junge ab 1854 die Kirchenmusikschule École Niedermeyer in Paris, wo er außer Unterricht am Klavier, in Musiktheorie und später in Komposition eine humanistische Ausbildung erhielt. Auch wöchentlicher Chorgesang aller Schüler gehörte zum Erziehungskonzept der Schule. Faurés Lehrer in der Klavierklasse für Fortgeschrittene war Camille Saint-Saëns, der ihn bewog, zu komponieren. 1861 beteiligte sich Fauré erstmals an einem Kompositionswettbewerb der Schule. 1863 erhielt er für unter anderem eine Vertonung von Psalm 136, Super flumina Babylonis, für fünfstimmigen Chor und Orchester eine Auszeichnung, jedoch keinen Preis, weil er nicht alle Bedingungen eingehalten hatte. Er komponierte Cantique de Jean Racine 1864–65 und erhielt dafür 1865 einen ersten Preis im Wettbewerb.
Faurés Gesang wurde am 4. August 1866 erstmals aufgeführt in einer Fassung mit Streichern und Orgel zur Einweihung der Orgel in der Abtei Saint-Sauveur in Montivilliers. Fauré war der Organist. César Franck, dem das Werk gewidmet ist, leitete es, möglicherweise in dieser Fassung, in einem Orchesterkonzert am 15. Mai 1875. Eine Fassung für ein größeres Orchester mit Bläserstimmen, doch ohne Orgel, die vielleicht Fauré selbst erstellte, wurde laut Programm der Sociétè de concerts du Conservatoire am 28. Januar 1906 erstmals aufgeführt. Beide Orchesterfassungen wurden nicht veröffentlicht.
John Rutter arrangierte das Werk mit Streichern und Harfe.

## Text und Musik
„Du, das Wort, dem Höchsten gleich, unsere einzige Hoffnung,

ewiger Tag der Erde und des Himmels,

wir brechen das Schweigen der friedvollen Nacht:

göttlicher Erlöser, richte deine Augen auf uns.

Gieße aus auf uns das Feuer deiner machtvollen Gnade,

dass die ganze Hölle flieht vor dem Klang deiner Stimme.

Vertreibe diesen Schlummer einer trägen Seele,

der sie verleitet, deine Gebote zu vergessen.

Christus, sei diesem gläubigen Volk gewogen,

das jetzt versammelt ist, um dich zu preisen.

Nimm die Lieder an, die es deiner ewigen Herrlichkeit darbringt,

und lass es aufs Neue erfüllt werden von deinen Gaben.“

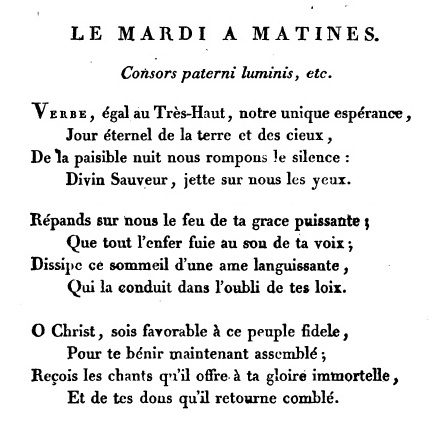
Racines Nachdichtung des Hymnus
Consors paterni luminis:
„Du, das Wort, dem Höchsten gleich, unsere einzige Hoffnung,
ewiger Tag der Erde und des Himmels,
wir brechen das Schweigen der friedvollen Nacht:
göttlicher Erlöser, richte deine Augen auf uns.
Gieße aus auf uns das Feuer deiner machtvollen Gnade,
dass die ganze Hölle flieht vor dem Klang deiner Stimme.
Vertreibe diesen Schlummer einer trägen Seele,
der sie verleitet, deine Gebote zu vergessen.
Christus, sei diesem gläubigen Volk gewogen,
das jetzt versammelt ist, um dich zu preisen.
Nimm die Lieder an, die es deiner ewigen Herrlichkeit darbringt,
und lass es aufs Neue erfüllt werden von deinen Gaben.“

Der französische Text, „Verbe égal au Très-Haut“ (Wort, dem Höchsten gleich), stammt von Jean Racine und erschien 1688 in Hymnes traduites du Bréviaire romain. Es ist eine Umdichtung eines ambrosianischen Hymnus aus dem Brevier für die Matutin, Consors paterni luminis.
Die Musik ist in Des-Dur, im 4/4-Takt, Andante überschrieben. Die Einleitung der Orgel enthält drei Elemente, eine ruhige Melodie, die später von den Singstimmen übernommen wird, einen ähnlich ruhigen Bass, und eine Mittelstimme in fortlaufenden Achteltriolen. Die Stimmen setzen nacheinander ein. Von der tiefsten zur höchsten trägt jede Stimme eine Halbzeile des Textes vor, während die tieferen homophon begleiten. Die zweite Strophe ist von der ersten durch ein Zwischenspiel in der Art der Einleitung abgesetzt, während danach die dritte Strophe unmittelbar anschließt, zunächst wie eine Reprise der ersten, doch anders fortgeführt. Der „zugleich durchlässige wie klanglich ausgewogene Chorsatz“ folgt Vorbildern von Mendelssohn und Gounod, zeigt jedoch eine persönliche Handschrift und verleiht der Dichtung klaren Ausdruck. Die ausladenden Melodien und gebrochenen Begleitfiguren gehören noch zum Stil der Romantik, doch ungewöhnliche, „atonale“ Töne werden bewusst bedeutungsvoll in die harmonische Struktur eingesetzt.
Cantique de Jean Racine weist voraus auf die „Würde und die vollendete Einfachheit“ des Requiems, das Fauré 1887 komponierte. Beide Werke werden oft zusammen aufgeführt und aufgenommen.

## Einspielungen
Cantique de Jean Racine wurde oft aufgenommen, namentlich zusammen mit Faurés Requiem. Paavo Järvi leitete beide Werke, verbunden mit der ersten Aufnahme von Super flumina Babylonis 2011 mit dem Orchestre de Paris und seinem Chor. Eine Aufnahme, in der beide Werke in ihrer ersten Fassung zu hören sind, entstand 2014 mit dem Choir of King’s College (Cambridge) und dem Orchestra of the Age of Enlightenment, geleitet von Stephen Cleobury.